# Олмстед Фолс (Охајо)
Олмстед Фолс (енгл. Olmsted Falls) град је у америчкој савезној држави Охајо.

## Демографија
По попису из 2010. године број становника је 9.024, што је 1.062 (13,3%) становника више него 2000. године.
| Група             | 2000.         | 2010.         |
| Белци             | 7.631 (95,8%) | 8.405 (93,1%) |
| Афроамериканци    | 104 (1,3%)    | 179 (2,0%)    |
| Азијати           | 58 (0,7%)     | 109 (1,2%)    |
| Хиспаноамериканци | 120 (1,5%)    | 231 (2,6%)    |
| Укупно            | 7.962         | 9.024         |